# Promedio de goles en contra

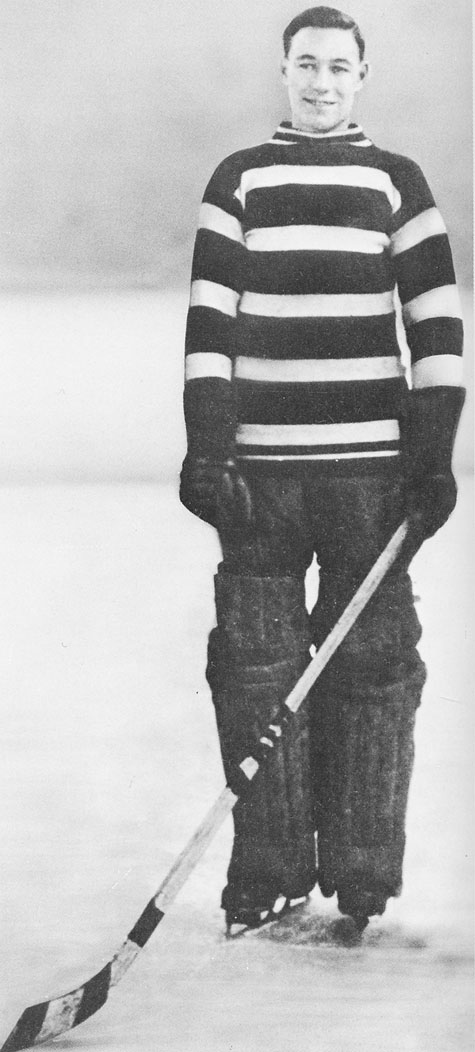
Clint Benedict, un arquero de la década de 1920 en la NHL tiene varios récords GAA

El promedio de goles en contra (GAA por sus siglas en inglés) es una estadística utilizada en el hockey sobre césped, hockey sobre hielo, lacrosse, fútbol y waterpolo que es la media de los goles permitidos por partido por un portero/golpeador (dependiendo del deporte). GAA es análogo al promedio de carreras ganadas (ERA) de un lanzador de béisbol. En japonés, la misma traducción (防御率) se utiliza tanto para GAA como para ERA, debido a esto.
Para el hockey sobre hielo, la estadística del promedio de goles en contra es el número de goles que un portero permite por 60 minutos de tiempo de juego. Se calcula tomando el número de goles en contra, multiplicándolo por 60 (minutos) y luego dividiéndolo por el número de minutos jugados. Al calcular el GAA, se incluyen los goles de las horas extras y el tiempo en el hielo, mientras que los goles de las redes vacías y de los tiros al arco no se incluyen. Se suele dar a dos decimales.
Los mejores porteros de la Liga Nacional de Hockey tienen actualmente un GAA de alrededor de 1,85-2,10, aunque la medida de un buen GAA cambia a medida que los diferentes estilos de juego van y vienen. Los mejores porteros de la Liga Nacional de Lacrosse, sin embargo, tienen actualmente un GAA de alrededor de 10.00, y los mejores porteros de la Asociación de Lacrosse Occidental de 2005 tenían un GAA de alrededor de 9.00. En su mejor momento, los porteros de élite del waterpolo de la NCAA tienen un GAA entre 3.00 y 5.00.
Dado que la estadística depende en gran medida del equipo que juega delante de un portero, el porcentaje de aciertos suele considerarse una medida más precisa de la habilidad de un portero, especialmente en el hockey sobre hielo y el lacrosse, ya que tiene en cuenta el número de tiros a los que se ha enfrentado el portero. En el fútbol, como se considera parte del trabajo del portero entrenar a los defensores en la posición adecuada para evitar los tiros del contrario, el GAA se utiliza más comúnmente para evaluar a los porteros que el porcentaje de aciertos.